# 221712 Moleson
221712 Moleson este un asteroid din centura principală de asteroizi.

## Descriere
221712 Moleson este un asteroid din centura principală de asteroizi. A fost descoperit pe 10 martie 2007 la Marly de Peter Kocher. Asteroidul prezintă o orbită caracterizată de o semiaxă mare de 2,63 ua, o excentricitate de 0,20 și o înclinație de 5,5° în raport cu ecliptica.